# Фарный костёл (Несвиж)

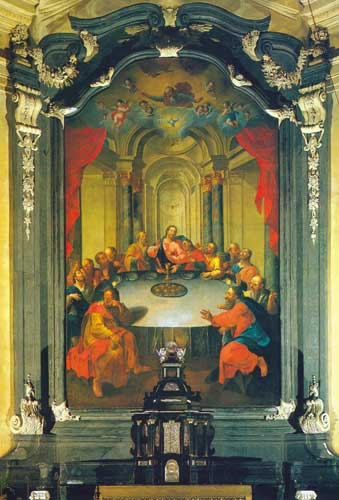
Алтарный образ «Тайная вечеря»

Костёл Тела Господня в Несвиже — архитектурный памятник маньеризма (по другим оценкам, раннего барокко), первый иезуитский костёл на территории Речи Посполитой, родовая усыпальница князей Радзивиллов.
В белорусской и польской литературе несвижский костёл часто называют первым барочным храмом за пределами Рима, однако современные историки архитектуры предпочитают не применять термин «барокко» к зданиям переходного периода, построенным до 1603 года, когда Карло Мадерна завершил фасад церкви Санта-Сузанна, обладающий всеми признаками нового стиля.

## История
19 августа 1584 года Николай Христофор Радзивилл «Сиротка» подписывает акт размещения в Несвиже коллегии иезуитов. Сам костёл построен итальянским архитектором Джованни Бернардони в 1584—1593 годы в комплексе с иезуитской коллегией, просуществовавшей до 1826 года. Прототипом костёла является римский храм Иль Джезу, сооруженный в 1584 году.
Строительство костёла Бернардони не завершил. Он скончался в Кракове в 1605 году, поэтому купол костёла достраивал один из его учеников — Джузеппе Бризио.
Ансамбль росписей Фарного костёла является примером значительного использования композиционных схем Рубенса и занимает особое место в истории монументальной живописи XVIII века.
1 ноября 1593 года в костёле прошла первая служба. Консекрация (епископское освящение) храма была проведена 7 октября 1601 года папским нунцием Клаудио Ронгони.

## Архитектура
Фарный костёл — трёхнефная купольная базилика с одной апсидой. Средний продольный неф перекрыт цилиндрическими сводами с люнетами, боковые нефы, расчленённые на квадраты, — крестовыми сводами. Шесть массивных столбов воспринимают нагрузку стен среднего нефа. Боковые нефы ниже главного и включают пятигранные каплицы (северная — св. Троицы, южная — св. Петра). Высота главного нефа 17,8 метра, под куполом она увеличивается почти вдвое.
Главный фасад костёла имеет двухъярусную композицию с выраженными вертикальными и горизонтальными членениями. Вертикальные членения представлены пилястрами, горизонтальные — развитыми поясами карнизов. Имеют место характерные для барокко криволинейные формы верхнего яруса, насыщенность фасада ордером, обилие раскреповок, сложные профилировки, ниши со скульптурами.
Во внутреннем украшении храма в большей степени использована живопись и резьба, в меньшей — средства архитектурной пластики.
Главный алтарь костёла украшен картиной «Тайная вечеря» художника Геского. Он же выполнил реставрацию подкупольного пространства в 1752—1754 годах. Возле храма находится часовня Булгарина, построенная в 1747 году итальянским архитектором Маурицио Педетти для деда писателя Булгарина.

## Галерея

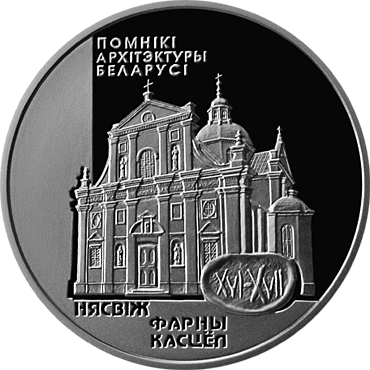
"Фарны касцёл. Нясвіж", серебряная памятная монета Белоруссии
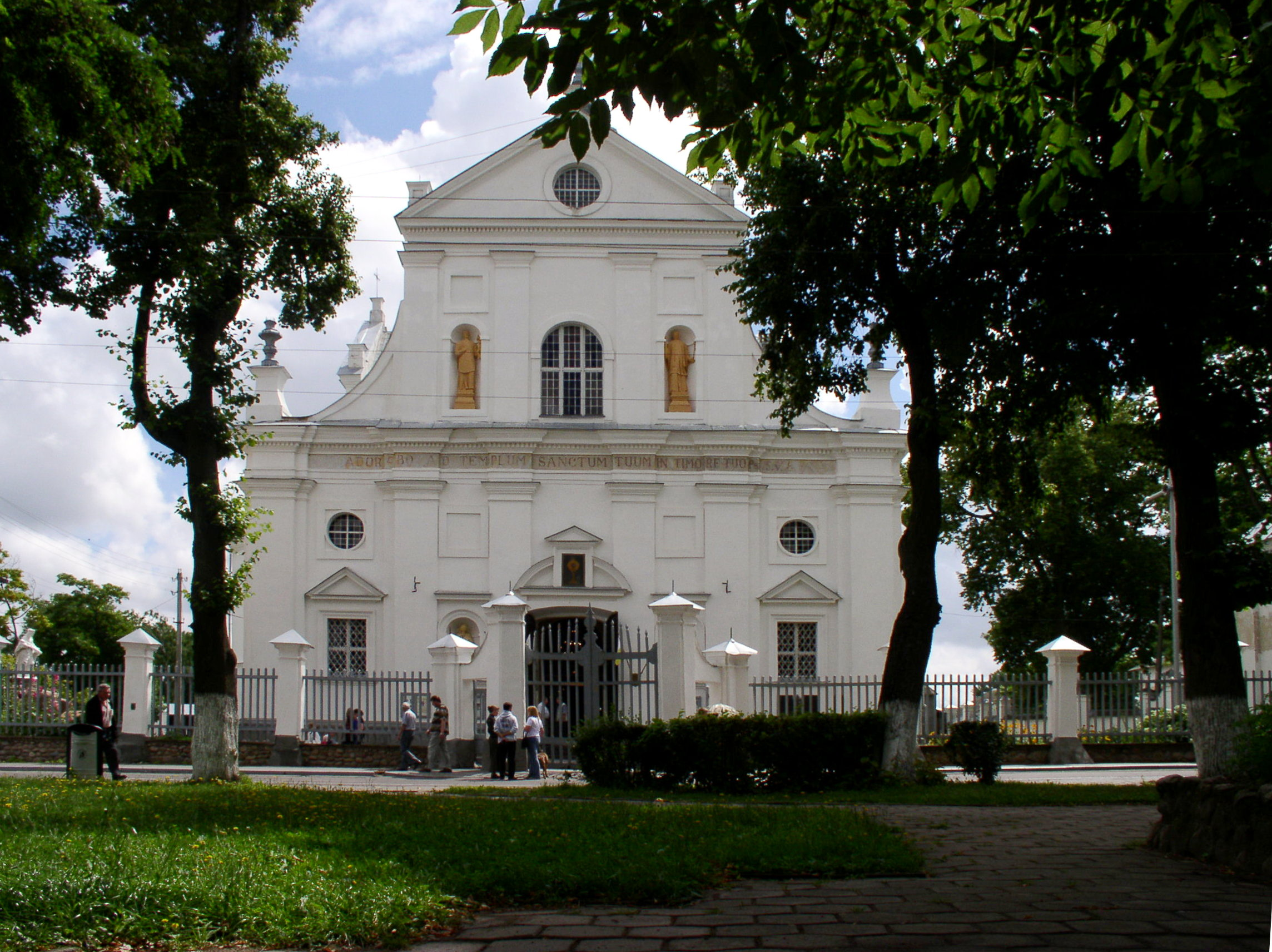
Фасад храма
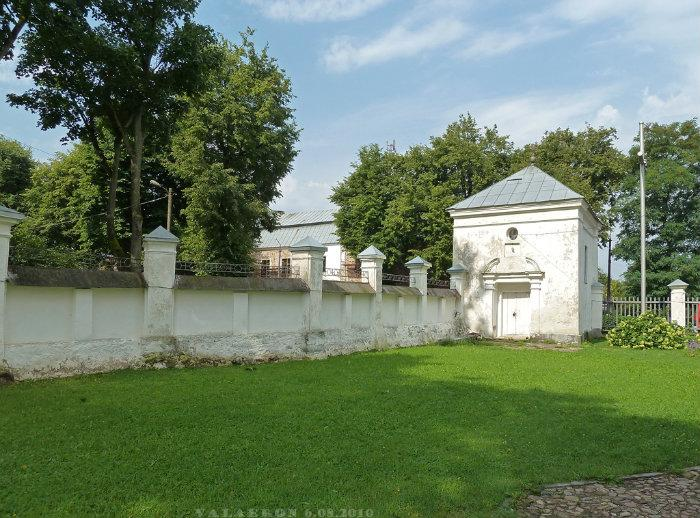
Часовня Булгарина
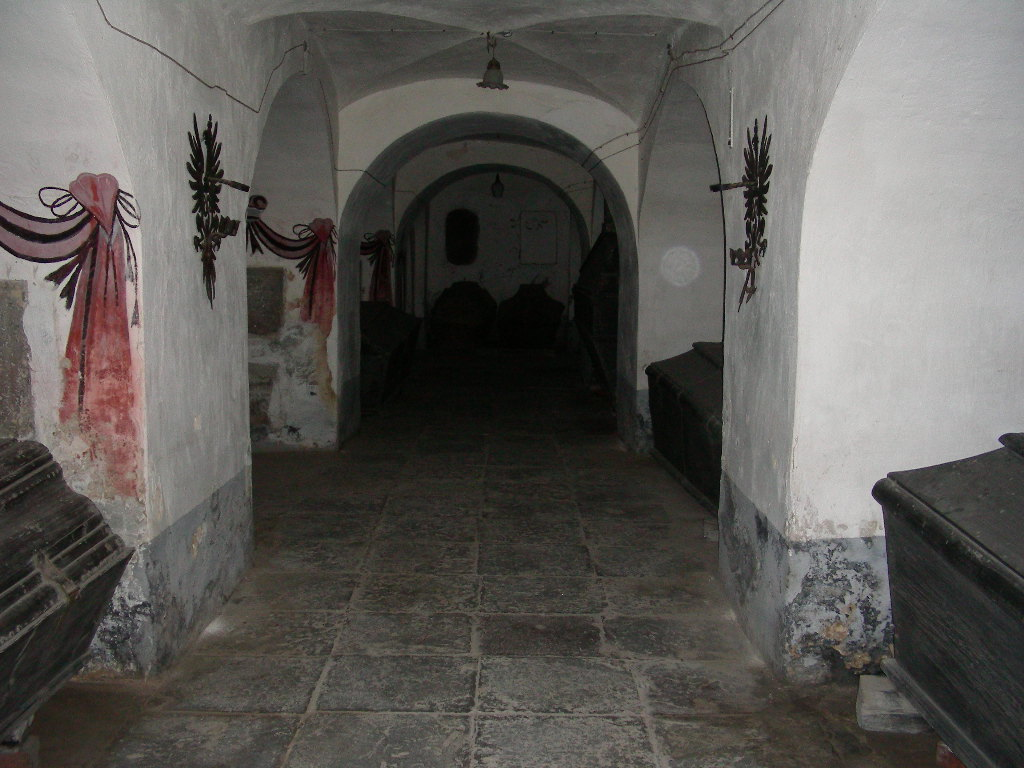
Крипта Радзивиллов